# 46 př. n. l.
46 př. n. l. je poslední proleptický rok juliánského kalendáře před jeho zavedením. Kvůli vyrovnání kalendáře s ročními obdobími byl v Římě tento rok doplněn o tři přestupné měsíce, měl délku 445 dní a dle proleptického datování trval od 13. října roku 47 př. n. l. do 31. prosince 46 př. n. l.

## Události
Zavádění Juliánského kalendáře v Římě Juliem Caesarem.

## Narození
Publius Quinctilius Varus, správce provincie Germania

## Úmrtí
Vercingetorix – náčelník galského kmene Avernů, zabit patrně zardoušením.

## Hlavy států
- Římská říše – Caesar (49 – 44 př. n. l.)
- Parthská říše – Oródés II. (58/57 – 38 př. n. l.)
- Egypt – Ptolemaios XIV. Theos Filopatór II. (47 – 44 př. n. l.)
- Čína – Juan-ti (dynastie Západní Chan)